# Ludwig Edward Boltzmann
Ludwig Edward Boltzmann, avstrijski fizik in filozof, * 20. februar 1844, Dunaj, Avstrijsko cesarstvo (sedaj Avstrija), † 5. september 1906, Devin pri Trstu, Avstro-Ogrska (sedaj Italija).

## Življenje in delo
Leta 1866 je Boltzmann doktoriral na Univerzi na Dunaju, kjer je bil Stefanov asistent. Študiral je tudi na Univerzi v Oxfordu. Več kot 40 let je bil profesor fizike na univerzah v Gradcu, Dunaju, Münchnu in Leipzigu.
Neodvisno od Maxwella je razvil kinetično teorijo plinov. V 1870. letih je objavil več člankov, kjer je uvedel statistično razlago 2. zakona termodinamike. Uporabil je statistične postopke, da je dobil Maxwell-Boltzmannovo porazdelitev za veliko število delcev po energijskih stanjih, ki so jim dosegljiva. Boltzmannova konstanta, razmerje med plinsko konstanto R in Avogadrovim številom NA, kB = R/NA = (1,380658 ± 0,000012) · 10−23 J/K je zelo pomembna fizikalna konstanta v statistični mehaniki. Pokazal je, da se lahko Clausiusov izrek o naraščanju entropije razume tudi kot zakon o povečevanju neurejenosti. S tem je položil temelje poznejšim dosežkom Gibbsa. Matematično je po termodinamični poti leta 1884 opisal Stefan-Boltzmannov zakon sevanja, ki ga je na osnovi merjenj leta 1879 postavil Jožef Stefan:
{\displaystyle j^{\star }=\int _{0}^{\infty }\left({\mathrm {d} j^{\star } \over \mathrm {d} \lambda }\right)\mathrm {d} \lambda =\sigma T^{4}\!\,.}
Boltzmannu se je ponudila priložnost, da bi zasedel Kirchhoffovo mesto na Univerzi v Berlinu, vendar je ponudbo odklonil. Leta 1894 je nasledil Stefana na Univerzi na Dunaju. Boltzmannovo delo so mnogi znanstveniki tedaj ostro napadli. Njegovo delo so kmalu po njegovem samomoru tudi podprli s poskusi. Na njegovi nagrobni plošči je vklesana njegova enačba, ki povezuje entropijo S in stopnjo neurejenosti sistema:
{\displaystyle S=k_{\rm {B}}\;\ln P\!\,,}
kjer je P število možnih mikroskopski stanj, ki dajo enako termodinamično stanje v katerem je lahko sestav. Enačbo je Boltzmann objavil v obliki z današnjo pisavo:
{\displaystyle S=k\;\log W\!\,.}
Ameriški matematik Alfred James Lotka je leta 1922 pripisal Boltzmannu predlog o pojmovanju razpoložljive energije (imenovane tudi eksergija) v biološkem smislu in tudi evolucije organskega sveta. Lotka je tolmačil Boltzmannov pogled, ki podaja možnost da lahko smatramo razpoložljivo energijo kot osrednjo zamisel, ki združuje fiziko in biologijo kot kvantitativno fizikalno načelo evolucije. Ameriški ekolog ekosistemov Howard Thomas Odum je kasneje naprej razvil ta pogled kot izrek največje moči.

## Priznanja

### Poimenovanja
Po njem se imenuje krater Boltzmann na Luni in asteroid glavnega pasu 24712 Boltzmann.